# Zmarli we wrześniu 2017

## Wrzesień 2017
- 30 września
  - Monty Hall – kanadyjski aktor, piosenkarz, prezenter telewizyjny[1]
  - Jan Nowak – polski dyplomata, konsul generalny w Kantonie i Sydney[2]
  - Tom Paley – amerykański gitarzysta, muzyk grający na banjo i skrzypek[3]
  - Władimir Wojewodski – rosyjski matematyk[4]
  - Jerzy Wiklendt – polski fotograf[5]
- 29 września
  - Maxime Berger – francuski motocyklista, zawodnik World Superbike[6]
  - Ludmiła Biełousowa – rosyjska łyżwiarka figurowa, czterokrotna mistrzyni świata w parach sportowych[7]
  - Lorenz Funk – niemiecki hokeista[8][9]
  - Zbigniew Lazarowicz – polski działacz podziemia niepodległościowego w czasie II wojny światowej oraz powojennego podziemia antykomunistycznego[10]
  - Wiesław Michnikowski – polski aktor[11]
  - Sławomir Rosłon – polski trener lekkoatletyki[12][13][14]
  - Tadeusz Żabski – polski filolog, prof. dr hab.[15]
- 28 września
  - Stanisław Depowski – polski geolog, prof. dr hab. inż.[16][17]
  - Balys Gajauskas – litewski dysydent i polityk, poseł na Sejm Republiki Litewskiej (1990–1996)[18]
  - Jerzy Tadeusz Ławicki – polski pisarz[19]
  - Željko Perušić – chorwacki piłkarz[20][21]
  - Jürgen Roth – niemiecki publicysta, dziennikarz śledczy, reportażysta[22]
  - Irena Rowińska – polska działaczka kombatancka, dama orderów[23]
  - Vann Molyvann – khmerski architekt[24]
- 27 września
  - Edmond Abelé – francuski duchowny katolicki, biskup[25]
  - Wojciech Bryja – polski duchowny katolicki, ksiądz prałat, Honorowy Obywatel Miasta Chrzanowa[26]
  - CeDell Davis – amerykański gitarzysta i wokalista bluesowy[27]
  - Joy Fleming – niemiecka piosenkarka jazzowa i bluesowa[28]
  - Hugh Hefner – amerykański dziennikarz i wydawca, założyciel magazynu „Playboy”[29]
  - Anne Jeffreys – amerykańska aktorka[30]
  - Robert Miller – amerykański trener futbolu amerykańskiego[31]
  - Zuzana Růžičková – czeska pianistka, klawesynistka i pedagog muzyczny[32]
  - Antonio Spallino – włoski szermierz, florecista i szpadzista, trzykrotny medalista olimpijski[33]
  - Andrzej Witkowski – polski zoolog, prof. dr hab.[34]
  - Zygmunt Zieliński – polski dowódca wojskowy, generał dywizji WP, sekretarz WRON (1981–1983)[35]
- 26 września
  - Maria Bartczak – polska dziennikarka[36]
  - Barry Dennen – amerykański aktor, wokalista, pisarz i scenarzysta[37]
- 25 września
  - Tony Booth – angielski aktor[38]
  - Liz Dawn – angielska aktorka[39][40]
  - Matthew Hu Xiande – chiński biskup katolicki, ordynariusz diecezji Ningbo[41][42]
  - Andrzej Kopacz – polski lekarz, prof. dr hab.[43][44][45]
  - Jan Tříska – czeski aktor[46]
  - Ryszard Zięzio – polski etnograf i muzealnik, dyrektor Muzeum Zabawek i Zabawy w Kielcach[47]
- 24 września
  - Teresa Bińczycka-Majewska – polska prawniczka, prof. dr hab.[48][49][50]
  - Łucja Burzyńska – polska aktorka[51]
  - Gisèle Casadesus – francuska aktorka[52]
  - Marek Jaczewski – polski energetyk, kawaler orderów[53]
  - Adam Kuczma – polski duchowny metodystyczny i działacz ekumeniczny, superintendent naczelny Kościoła Metodystycznego w Polsce[54]
  - Joseph M. McDade – amerykański polityk Partii Republikańskiej[55]
  - Jacek Pałka – polski pisarz i filozof[56]
  - Manuel da Silva Martins – portugalski duchowny katolicki, biskup[57]
- 23 września
  - Walerij Asapow – rosyjski generał[58]
  - Charles Bradley – amerykański wokalista soulowy[59]
  - Stefan Mackiewicz – polski reumatolog, prof. zw. dr hab.[60][61]
  - Wiesław Myśliwiec – polski działacz opozycji w okresie PRL[62][63][64]
  - Konrad Nowacki – polski prawnik, prof. zw. dr hab.[65]
  - Przemysław Ożegowski – polski lekarz, Honorowy Obywatel Miasta Czarnkowa[66][67]
  - Ireneusz (Semko) – ukraiński biskup prawosławny[68]
  - Janusz Szutkiewicz – polski działacz sportowy, prezes Jagiellonii Białystok[69][70]
- 22 września
  - Muhammad Mahdi Akif – Najwyższy Przewodnik Braci Muzułmańskich w Egipcie w latach 2004–2010[71]
  - Eric Eycke – amerykański wokalista, członek zespołu Corrosion of Conformity[72]
  - Brunero Gherardini – włoski duchowny katolicki, prezbiter i teolog[73]
  - Tomasz Jaroszewski – polski psychiatra[74]
  - Jerzy Kowalski – polski prawnik, profesor nauk prawnych[75][76]
  - Stanisław Mika – polski psycholog[77]
  - Antoni Prusiński – polski neurolog, prof. zw. dr hab. n. med.[78][79]
- 21 września
  - Liliane Bettencourt – francuska ekonomistka, bizneswoman i filantropka[80]
  - Stefan Dusza – polski duchowny katolicki, wieloletni dyrektor Pallottinum[81]
  - Grzegorz Królikiewicz – polski reżyser i scenarzysta filmowy, pedagog, profesor sztuk filmowych[82][83]
  - Włodzimierz Osiński – polski lekkoatleta, skoczek o tyczce[84]
  - Władysław Stefanoff – polski lekarz i pisarz, uczestnik powstania warszawskiego[85][86]
- 20 września
  - Andrzej Greszeta – polski sztangista, trener podnoszenia ciężarów, nauczyciel[87]
  - John Nicholson – nowozelandzki kierowca wyścigowy[88]
- 19 września
  - Andrzej Ananicz – polski urzędnik państwowy, nauczyciel akademicki i dyplomata[89]
  - Bernie Casey – amerykański aktor, poeta, futbolista[90]
  - Maria Jakóbik – polska trenerka sportów pływackich[91][92]
  - Aleksander Krzymiński – polski ekonomista i nauczyciel akademicki, profesor zwyczajny PAN, SGH, wiceminister spraw zagranicznych (1990–1992)[93]
  - Jake LaMotta – amerykański bokser[94]
  - Krzysztof Łukasik – polski specjalista budowa i eksploatacja maszyn, profesor Politechniki Lubelskiej[95][96]
  - Johnny Sandlin – amerykański producent muzyczny[97]
- 18 września
  - Stefan Derlatka – polski działacz harcerski, kawaler orderów[98]
  - Domecjan (Topuzlijew) – bułgarski biskup prawosławny[99]
  - Jerzy Wierzchowski – polski żużlowiec[100]
- 17 września
  - Eugenio Bersellini – włoski piłkarz, trener[101]
  - Suzan Farmer – angielska aktorka[102]
  - William F. Goodling – amerykański polityk[103]
  - Bobby Heenan – amerykański wrestler[104]
  - Andrzej Paluchowski – polski polonista, dyrektor biblioteki Katolickiego Uniwersytetu Lubelskiego w latach 1976–1997[105]
  - Stanisław Pomorski – polski prawnik, adwokat, profesor prawa Uniwersytetu Rutgersa[106]
  - Marceli Prawica – polski duchowny katolicki, misjonarz[107]
- 16 września
  - Penny Chenery – amerykańska hodowczyni koni wyścigowych[108]
  - Jan Ciechowicz – polski teatrolog i literaturoznawca[109]
  - Janusz Frankowski – polski duchowny katolicki, biblista[110]
  - Marek Horabik – polski zawodnik i trener zapasów[111]
  - Brenda Lewis – amerykańska sopranistka, aktorka musicalowa i pedagog muzyczny[112]
  - Wiesław Ostrowski – polski fizyk, działacz podziemia niepodległościowego w czasie II wojny światowej, kawaler orderów[113]
  - Kazimierz Radecki – polski farmaceuta[114][115]
  - Jan Sobiech – polski ekonomista, prof. dr hab.[116]
  - Petr Šabach – czeski pisarz[117]
  - Elżbieta Wierniuk – polska skoczkini do wody, olimpijka[118]
- 15 września
  - Violet Brown – jamajska superstulatka, najstarsza osoba na świecie[119]
  - Mircea Ionescu-Quintus – rumuński poeta, prawnik, polityk, więzień polityczny[120]
  - Mariusz Koras – polski matematyk[121]
  - Izidoro Kosinski – brazylijski duchowny katolicki pochodzenia polskiego, biskup[122]
  - Agnieszka Rusińska – polska pediatra, dr hab. n. med.[123][124][125]
  - Albert Speer junior – niemiecki architekt i urbanista[126]
  - Harry Dean Stanton – amerykański aktor[127]
- 14 września
  - Börje Forsberg – szwedzki producent muzyczny, założyciel Black Mark Productions, ojciec Quorthona[128]
  - Jacek Grelowski – polski dziennikarz, scenarzysta i reżyser[129][130]
  - Grant Hart – amerykański muzyk rockowy[131]
  - Marcel Herriot – francuski duchowny katolicki, biskup[132]
  - Jan Niemiec – polski kajakarz, wielokrotny Mistrz Polski[133]
  - Barbara Szuster-Czech – polska działaczka podziemia niepodległościowego w czasie II wojny światowej, dama orderów[134]
- 13 września
  - Pete Domenici – amerykański polityk, senator z Nowego Meksyku[135]
  - Maciej Jabłoński – polski muzykolog i krytyk muzyczny, wykładowca Uniwersytetu im. Adama Mickiewicza w Poznaniu[136]
  - Saby Kamalich – peruwiańska aktorka[137]
  - Waldemar Mioduszewski – polski specjalista w zakresie budownictwa wodno-melioracyjnego, prof. dr hab. inż.[138][139][140]
  - Kazimierz Ryczan – polski duchowny katolicki, biskup[141]
  - Władysław Seńko – polski historyk filozofii, tłumacz i edytor, prof. dr hab.[142]
  - Frank Vincent – amerykański aktor, muzyk, autor i przedsiębiorca[143]
- 12 września
  - Maciej Fiedorowicz – polski specjalista w zakresie chemii organicznej,  prof. dr hab.[144][145]
  - Siegfried Köhler – niemiecki dyrygent i kompozytor muzyki klasycznej[146][147][148]
  - Janusz Sondel – polski prawnik, profesor nauk prawnych, nauczyciel akademicki Uniwersytetu Jagiellońskiego, specjalista w zakresie prawa rzymskiego[149]
- 11 września
  - Tuanku Abdul Halim – malezyjski przywódca polityczny, sułtan Kedahu, Yang di-Pertuan Agong (Król Malezji)[150]
  - J.P. Donleavy – amerykański pisarz irlandzkiego pochodzenia[151]
  - Virgil Howe – brytyjski perkusista, członek zespołu Little Barrie[152][153]
  - José Medel Pérez – meksykański duchowny katolicki, arcybiskup[154]
  - Władysław Liwak – polski prawnik i polityk, radca prawny, poseł na Sejm X i I kadencji[155]
  - António Francisco dos Santos – portugalski duchowny katolicki, biskup[156]
  - Jerzy Skrzepiński – polski scenograf[157]
  - Teofan (Galinski) – rosyjski biskup prawosławny[158]
- 10 września
  - Nancy Dupree – amerykańska historyczka[159][160]
  - Krystyna Gruszkówna – polska tancerka, solistka baletu, choreograf[161]
  - René Laurentin – francuski duchowny katolicki i teolog, ekspert Soboru watykańskiego II[162]
  - Michał Moszkowicz – polski pisarz[163]
  - Pierre Pilote – kanadyjski hokeista[164]
  - Jarosław Sielużycki – polski żołnierz, generał brygady WP[165]
  - Grigoris Warfis – grecki polityk i urzędnik państwowy, europoseł, komisarz europejski (1985–1989)[166]
  - Len Wein – amerykański twórca komiksów[167][168]
- 9 września
  - Janusz Boss – polski specjalista technologii i inżynierii materiałów ziarnistych, prof. dr hab. inż.[169][170][171]
  - Halina Dmochowska – polska urzędniczka, wiceprezes i p.o. prezesa Głównego Urzędu Statystycznego[172]
  - Barbara Maciąg – polska szybowniczka[173]
  - Velasio De Paolis – włoski kardynał, były przewodniczący Prefektury Ekonomicznych Spraw Stolicy Apostolskiej[174]
  - Tadeusz Drzewiecki – polski aktor[175]
  - Jerzy Młynarczyk – polski profesor prawa, koszykarz, polityk, poseł na Sejm IV kadencji, prezydent Gdańska[176]
  - Ryszard Polak – polski piłkarz, zawodnik Lechii Gdańsk[177][178]
- 8 września
  - Pierre Bergé – francuski przemysłowiec oraz mecenas[179]
  - Andrzej Czachor – polski fizyk,  prof. dr hab.[180]
  - Troy Gentry – amerykański piosenkarz country[181]
  - Blake Heron – amerykański aktor[182]
  - Jerry Pournelle – amerykański pisarz science fiction[183]
  - Ljubiša Samardžić – serbski aktor i reżyser[184]
  - Don Williams – amerykański piosenkarz country[185]
- 7 września
  - Kazimierz Maciejewski – polski działacz opozycji w okresie PRL[186]
- 6 września
  - Stella Baranowska – rosyjska aktorka i piosenkarka[187][188]
  - Derek Bourgeois – angielski kompozytor[189][190]
  - Carlo Caffarra – włoski duchowny katolicki, kardynał[191]
  - Janusz Durko – polski historyk, varsavianista, archiwista i muzeolog, dyrektor Muzeum Historycznego m.st. Warszawy 1951–2003[192]
  - Marcin Krotkiewski – polski lekarz, profesor medycyny[193][194]
  - Nicolae Lupescu – rumuński piłkarz[195]
  - Jim McDaniels – amerykański koszykarz[196]
  - Ryszard Romuald Pazdrowski – polski ekonomista, kawaler Orderu Virtuti Militari[197]
  - Lotfi Zadeh – azerski automatyk, logik[198]
- 5 września
  - Nicolaas Bloembergen – holenderski fizyk, laureat Nagrody Nobla[199]
  - Holger Czukay – niemiecki kompozytor, gitarzysta basowy, członek i współzałożyciel zespołu Can[200]
  - Wacław Bogdan Czapliński – polski parazytolog, prof. dr hab., uczestnik powstania warszawskiego[201][202]
  - Rick Stevens – amerykański muzyk funk i soul, wokalista zespołu Tower of Power[203]
- 4 września
  - Stanisław Bylina – polski historyk, mediewista, profesor nauk humanistycznych[204][205]
  - Loren Kitt – amerykański klarnecista, muzyk National Symphony Orchestra[206]
  - Gastone Moschin – włoski aktor[207]
  - Piotr Pawlusiak – polski trener skoków narciarskich[208]
  - José Sepúlveda Ruiz-Velasco – meksykański duchowny katolicki, biskup[209][210]
  - Barbara Rut Wosiek – polska zakonnica, archiwistka i redaktorka prasy katolickiej[211][212]
- 3 września
  - John Ashbery – amerykański poeta[213]
  - Walter Becker – amerykański muzyk jazzrockowy, autor tekstów piosenek i producent muzyczny[214]
  - Dave Hlubek – amerykański gitarzysta rockowy, założyciel i lider zespołu Molly Hatchet[215]
  - Wiktor Krasin – radziecki dysydent, działacz na rzecz praw człowieka w ZSRR[216]
  - Rüdiger Minor – niemiecki duchowny metodystyczny, biskup[217]
  - Józef Młocek – polski pilot, kawaler orderów[218][219]
  - Sugar Ramos – kubański bokser[220]
  - Witold Strupczewski – polski hydrolog, prof. dr hab. inż.[221]
- 2 września
  - Halim El-Dabh – egipsko-amerykański kompozytor, muzyk, etnolog i pedagog[222]
  - Edward Iwański – polski sędzia piłkarski[223]
  - Murray Lerner – amerykański reżyser filmów dokumentalnych i eksperymentalnych[224]
  - Bolesław Wiśniewski – polski trener strzelectwa[225]
- 1 września
  - Shelley Berman – amerykański komik, aktor, pisarz, pedagog i poeta[226]
  - Charles Gordon-Lennox – brytyjski arystokrata[227]
  - Henryk Grzelak – polski brydżysta, mistrz międzynarodowy w brydżu sportowym[228][229]
  - Mikołaj Kałłaur – polski uczestnik II wojny światowej, publicysta[230][231]
  - Maria Kapczyńska – polska tancerka, sędzia międzynarodowy w dziedzinie tańca towarzyskiego, dama orderów[232][233]
  - Elizabeth Kemp – amerykańska aktorka[234]
  - Jan Kłosek – polski piłkarz[235]
  - Cormac Murphy-O’Connor – angielski duchowny katolicki, kardynał[236]
  - Remigiusz Tarnecki – polski neurofizjolog, prof. dr hab.[237]
  - Štefan Vrablec – słowacki duchowny katolicki, biskup[238]
  - Daniel Weimer – polski dziennikarz i publicysta[239]

data dzienna nieznana
- Józef Dzikowski – polski uczestnik II wojny światowej, kawaler Orderu Virtuti Militari[240]
- Józef Niemczynowski – polski samorządowiec i działacz społeczny związany z Rawiczem[241]
- Rickard Różalski – szwedzki filantrop, Honorowy Obywatel Starachowic[242]
- Stanisław Stojko – polski aktor[243]